# هيلاكاندي
هيلاكاندي رمزها «HA» (بالإنجليزية: Hailakandi)‏ ، هو تقسيم إداري لدولة الهند تتبع ولاية أسام (بالإنجليزية: Assam)‏ ، مركزها هو مدينة هيلاكاندي (بالإنجليزية: Hailakandi)‏ عدد سكانها حسب تعداد سنة 2001 هو 542,978 ، مساحتها 1,327 كم² وكثافة السكان 409 لكل كم² .